# Eremocrinum
Eremocrinum là một chi thực vật có hoa trong họ Asparagaceae.